# 六氟磷酸二茂铁
六氟磷酸二茂铁是一种配位化合物，化学式为[Fe(C5H5)2]PF6。

## 制备
它可由五氟化磷在HF/CH3NO2溶液中用氧化剂氧化二茂铁制得。
另一种制法是将二茂铁溶于丙酮的水溶液（体积比2:5)，加入三氯化铁反应一段时间后过滤，加入六氟磷酸铵，之后加入乙醇后得到蓝色固体沉淀，即六氟磷酸二茂铁。

## 结构
通过X射线衍射表征，该化合物的阴离子和阳离子是独立的，Fe-C键的键长为2.047 Å和二茂铁里Fe-C键的键长几乎无法区分。